# Assemblée mondiale amazighe
L'Assemblée Mondiale Amazighe, est une organisation internationale non gouvernementale (ONG) issue d'une scission avec le Congrès Mondial Amazigh. Elle regroupe des associations socioculturelles et de développement berbères, aussi bien d'Afrique du Nord que de la diaspora. Elle vise à promouvoir et défendre les droits des peuples autochtones, en particulier amazighs.
Elle est issue d'un « autre Ve congrès » à Tizi Ouzou (Algérie), dirigé par Rachid Raha, binational maroco-espagnol, déjà président du CMA en 1999-2002 et vice-président en 2002-2008 Bruxelles (Belgique), du changement de dénomination, de la refonte de ses statuts ainsi que de la création d’une nouvelle institution avec de nouvelles structures. Le Congrès Mondial Amazigh "dissident" (CMA "Raha") devient l'Assemblée Mondiale Amazighe. 

## Actions
- En mai 2020, l'AMA interpelle le président français Emmanuel Macron en lui envoyant une lettre[3] dont l'objet est Demande de mesures urgentes pour mettre fin à la guerre civile libyenne en prenant en compte la participation active et les droits des Amazighs[3].
- En juillet 2020, l'AMA adresse une correspondance au président français Emmanuel Macron à l’occasion du 99è anniversaire de la bataille d’Anoual le 21 juillet, dans laquelle le président de l’AMA a attiré de nouveau son attention sur « le grand préjudice non résolu impliquant immanquablement la responsabilité de la République française dans l’utilisation des armes chimiques contre les populations civiles du Grand Rif marocain pendant la Guerre du Rif de 1921-1927 »[4]. Jean Le Roch, de l’État-Major particulier de la présidence de la République, répond à l'Assemblée Mondiale Amazighe « Le Président de la République a bien reçu la correspondance par laquelle vous demandez, en faveur des héritiers des victimes de la guerre du Rif (1921-1926), la réparation des préjudices subis dans le cadre de l’utilisation d’armes chimiques contre la population civile. Le chef de l’Etat m’a confié le soin de vous assurer de la meilleure attention avec laquelle il a été pris connaissance de votre courrier et les préoccupations qui motivent votre démarche »[4]. En soulignant qu’il s’agit d’un sujet délicat, il a fait savoir que cela relève des compétences confiées à la ministre déléguée auprès de la ministre des Armées chargée de la mémoire et des anciens combattants. M. Le Roch a assuré que la demande de M. Raha sera examinée avec soin, en ajoutant « Ses services ne manqueront pas de vous faire directement savoir la suite susceptible de lui être réservée »[4].
- En septembre 2020, l’AMA interpelle Conseil des droits de l’Homme des Nations Unies sur les droits des Amazighs au Maroc en lui envoyant une lettre dont l'objet est Demande d’interpellation des autorités marocaines en faveur de respect des droits des Amazighs et de la libération des détenus politiques du « Hirak du Rif »[5].